# Cilangkap (Maja)
Cilangkap is een bestuurslaag in het regentschap Lebak van de provincie Banten, Indonesië. Cilangkap telt 3033 inwoners (volkstelling 2010).